# Menophra praestantaria
Menophra praestantaria är en fjärilsart som beskrevs av Rudolf Püngeler 1902. Menophra praestantaria ingår i släktet Menophra och familjen mätare. Inga underarter finns listade i Catalogue of Life.